# Lycée Jean-Moulin (Blanc-Mesnil)
Pour les articles homonymes, voir Lycée Jean-Moulin, Jean Moulin (homonymie) et Moulin (homonymie).
Le lycée Jean-Moulin du Blanc-Mesnil, est un établissement français d'enseignement secondaire de l'académie de Créteil. Il comporte une section d'enseignement professionnel. Comme nombre d’établissements scolaires en France, il porte le nom du résistant Jean Moulin (1899-1943). Il jouxte le Lycée polyvalent régional Wolfgang Amadeus Mozart.

## Histoire
L’établissement a comme première fonction d'être un collège d'enseignement technique (CET) mis en service en septembre 1971. Les bâtiments sont construits par L'architecte d'opération Jean Preveral, également concepteur du parc urbain Jacques Duclos qui jouxte l'établissement.
Le lycée a été rénové en 2010-2011 à la suite d'importants travaux, pour un coût total de 40 millions d'euros.